# Sandy Lam
Sandy Lam (chinois simplifié : 林忆莲 ; chinois traditionnel : 林憶蓮 ; pinyin : Lín Yìlián ; cantonais : lam4 jik1 lin4), née le 26 avril 1966, est une chanteuse et actrice hongkongaise. Elle chante en cantonais, mandarin, anglais et japonais.
Elle commence sa carrière à l'âge de 15 ans en tant que DJ à la radio. En 1984, elle commence sa carrière de chanteuse lorsqu'elle signe un contrat avec Sony Music.

## Discographie

### Albums
- 1985: Sandy Lam (chinois : 林憶蓮)
- 1986: Anger (chinois : 放縱)
- 1987: Sandy (chinois : 憶蓮)
- 1987: Grey (chinois : 灰色)
- 1988: Ready
- 1988: City Rhythm (chinois : 都市觸覺 Part I City Rhythm)
- 1989: City Rhythm II - Fuir La Cité (chinois : 都市觸覺 Part II 逃離鋼筋森林)
- 1990: Part III - Faces And Places (chinois : 都市觸覺 Part III Faces And Places)
- 1990: Home Again Without You (chinois : 愛上一個不回家的人)
- 1991: Drifting (chinois : 夢了、瘋了、倦了)
- 1991: City Heart (chinois : 都市心)
- 1991: Wildflower (chinois : 野花)
- 1992: Come Back To Love (chinois : 回來愛的身邊)
- 1993: Begin Again (chinois : 不如重新開始)
- 1993: It Doesn't Matter Who I Am (chinois : 不必在乎我是誰)
- 1994: Simple
- 1994: Sandy '94
- 1995: Love, Sandy
- 1995: Open Up
- 1996: Feeling Perfect (chinois : 感覺完美)
- 1996: I Swear
- 1996: Night's Too Dark (chinois : 夜太黑)
- 1997: Wonderful World
- 1999: Clang Rose (chinois : 鏗鏘玫瑰)
- 2000: Sandy's (chinois : 林憶蓮's)
- 2000: 2001 Sandy (chinois : 2001蓮)
- 2001: Truly... (chinois : 原來…)
- 2005: S/L
- 2006: Breathe Me (chinois : 呼吸)
- 2012: Gaia (chinois : 蓋亞)
- 2014: Re: Workz
- 2016: In Search of Lost Time (chinois : 陪著我走)
- 2018: 0
- 2019: On the Love of the Lotus

### EP
- 1989: City Rhythm Take Two (chinois : 都市觸覺Part I City Rhythm Take Two)
- 1990: Dynamic Reaction (chinois : 都市觸覺之推搪)
- 1990: Dance Mega Mix (chinois : 傾斜都市燒燒燒)
- 1996: Love Returns
- 2002: Encore